# ناشماركت

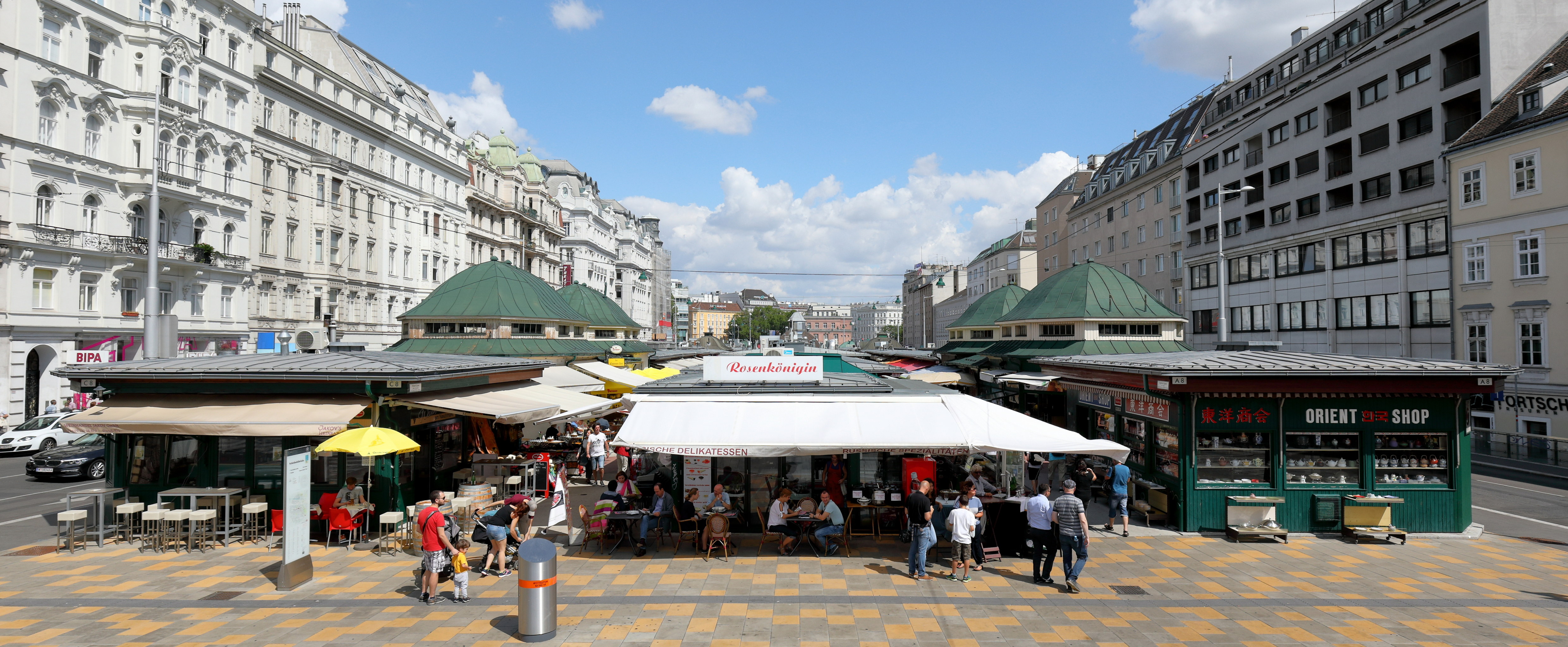

سوق ناشماركت (بالألمانية: Naschmarkt ) هو أشهر سوق في فيينا.

## التاريخ
يعود تاريخ هذا السوق إلى القرن السادس عشر حيث كانت تباع فيه علب الحليب.
مع نهاية القرن السابع عشر أصبحت كل الفاكهة والخضروات التي تأتي لفيينا على العربات تباع في هذا السوق، وبالنسبة للبضائع التي كانت تأتي عبر الدانوب فكانت تباع في أماكن أخرى.
بالنسبة للوقت الحاضر فالسوق يقدم مجموعة كبيرة ومتنوعة من الخضروات والفاكهة الفيينية والهندية والفيتنامية والإيطالية ويحتوي على أكشاك لعرض المنتجات ومطاعم يبلغ عددها حوالي 120 كشكاً ومطعماً.